# Wygoda (Hersztupowo)
Wygoda (niem. Friedenau) – część wsi Hersztupowo w Polsce, położona w województwie wielkopolskim, w powiecie leszczyńskim, w gminie Krzemieniewo.
W latach 1975−1998 Wygoda administracyjnie należała do województwa leszczyńskiego.